# Can Pere Màrtir
Can Pere Màrtir és una masia de Vilablareix (Gironès) inclosa a l'Inventari del Patrimoni Arquitectònic de Catalunya.

## Descripció

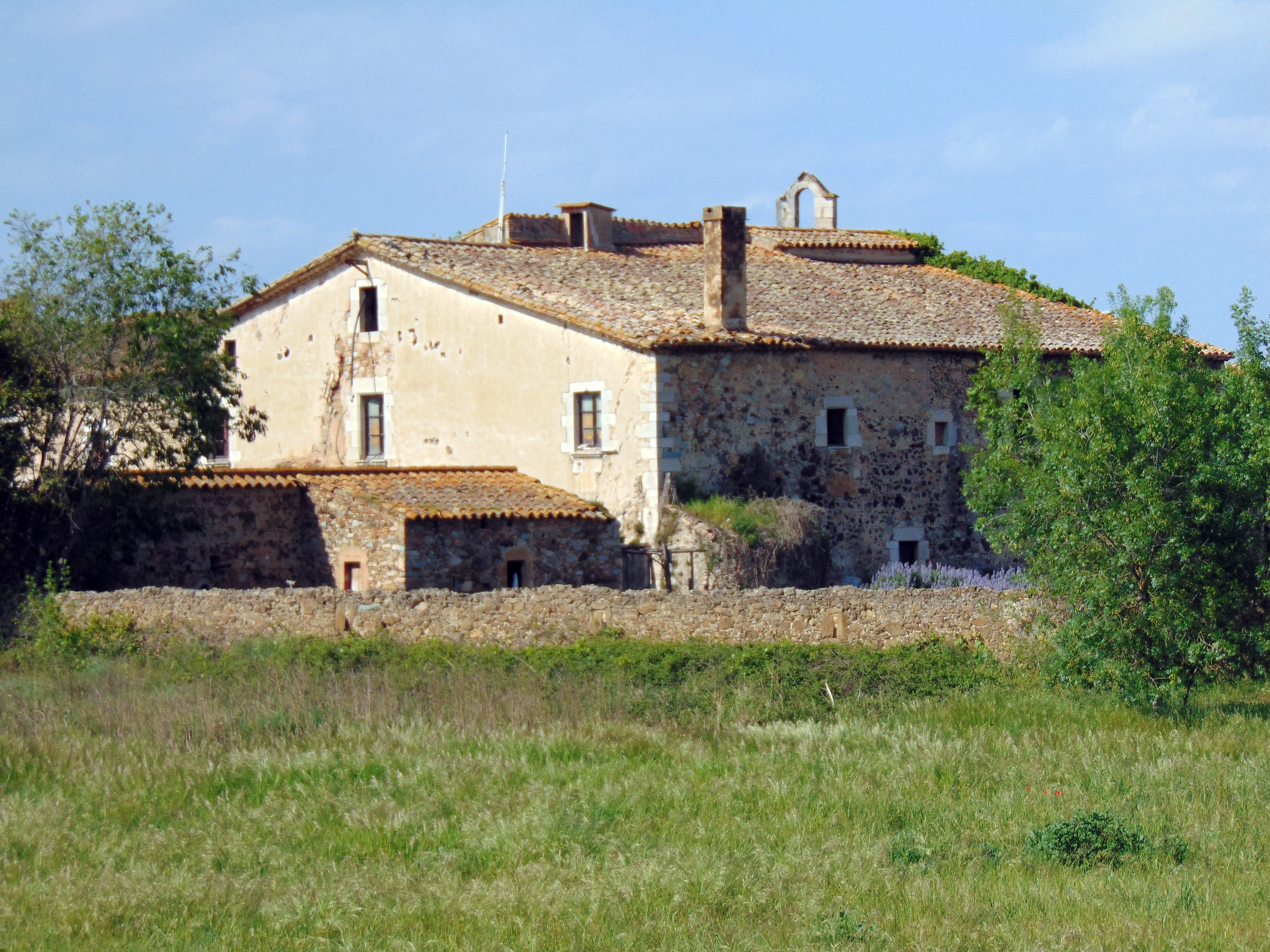

És una masia de construcció tradicional, amb murs de pedra arrebossada, estructurada en tres crugies. La porta és de mig punt amb grans dovelles i les finestres són de pedra treballada amb ampits esculpits. A remarcar el conjunt format per la masia, la capella de Sant Pere Màrtir i el campanar de Santa Maria de Madrenys, tot envoltat de construccions agrícoles (porxos i pallisses) enmig del pla de Perelló. La porta de la capella de Sant Pere Màrtir duu esculpit l'any 1789. De l'església de Santa Maria de Medranys tan sols resta el campanar.

## Història
Les capelles estan fora de culte, concretament Sant Pere Màrtir des de primers de segle. L'antiga església de santa Maria de Madrenys havia estat propietat de l'orde del temple i és esmentada encara el 1772.